# Le Puy-Notre-Dame
Le Puy-Notre-Dame település Franciaországban, Maine-et-Loire megyében. Lakosainak száma 1089 fő (2022. január 1.). Le Puy-Notre-Dame Montreuil-Bellay, Saint-Macaire-du-Bois, Vaudelnay, Saint-Martin-de-Sanzay, Loretz-d’Argenton és Doué-en-Anjou községekkel határos.

## Népesség
A település népességének változása:
| Lakosok száma | 1639 | 1472 | 1322 | 1302 | 1218 | 1201 | 1192 | 1186 | 1154 | 1089 |
|               | 1968 | 1982 | 1990 | 2006 | 2013 | 2015 | 2017 | 2019 | 2020 | 2022 |